# Mouvement socialiste d'union sénégalaise
Le Mouvement socialiste d'union sénégalaise (MSUS) est un ancien parti politique sénégalais de gauche, créé en 1956 par Ousmane Socé Diop.
Par la suite, le MSUS fusionne avec le Bloc populaire sénégalais (BPS).